# Età di ferro
Età di ferro (Age of Iron) è un romanzo dell'autore Premio Nobel 2003 J. M. Coetzee pubblicato nel 1990. Con la traduzione di Carmen Concilio, fu pubblicato dalla casa editrice Donzelli nel 1995 e da Einaudi nel 2006.

## Trama
Età di ferro prende la forma di un memoriale scritto dalla protagonista, l'insegnante in pensione Elizabeth Curren, per la figlia, lontana. È una lettera di confessione, per un crimine senza nome, che come una nebbia avvolge la protagonista, al quale non riesce a trovare un nome: "I cannot touch it, trap it, put a name to it". La signora Curren si trova coinvolta in eventi storici violenti, destabilizzanti, davanti ai quali non riesce a reagire, né a capire come dovrebbe comportarsi. È il Sudafrica divorato dall'apartheid la causa dell'incapacità di vivere, di raccontare, di trovare le parole esatte per descrivere l'odio e la violenza nei quali si è immersi. Coeztee costruisce il romanzo sul parallelismo velato tra la signora Curren ed il Sudafrica stesso, entrambi lacerati da un cancro invisibile, entrambi incapaci di descrivere e capire il proprio dolore, in un mondo dove le parole hanno perso senso, dove ogni buona azione sembra inutile e dove qualsiasi lotta è destinata a fallire.
La signora Curren vive nel dolore e, contemporaneamente, in un dolore più grande di lei, alimentato da giovani vittime, da ragazzi perseguitati dalla polizia, dall'indifferenza dei mass media, da chi preferisce il silenzio alla dura realtà. Ed il crimine della signora Curren potrebbe essere proprio l'indifferenza, la sua incapacità di agire attivamente contro il mondo che la circonda. Le sue confessioni saranno la sua eredità morale, per la figlia che ha lasciato il paese, il suo tentativo di riscatto e riabilitazione morale. Il messaggero di questa epistola sarà, forse, il signor Vercueil, un barbone, compagno degli ultimi giorni della signora Curren. Figura enigmatica e ambigua, non svelerà mai il suo ruolo, in quel tempo, in quei momenti, né il suo compito. Sarà estraneo e allo stesso tempo legato alla signora Curren, latore della lettera ma anche parassita, ignavo, silenzioso e derelitto testimone del mondo.
Coeztee lascia insoluta la domanda: quanta responsabilità deve avere un individuo davanti ad una società corrotta e malata?

## Edizioni italiane
- J. M. Coetzee, Età di ferro, traduzione di Carmen Concilio, collana "Narrativa" n. 14, Donzelli Editore, 1995,  p. 191, ISBN 88-7989-132-4.
- J. M. Coetzee, Età di ferro, traduzione di Carmen Concilio, collana "Super ET", Einaudi, 2006,  p. 180, ISBN 88-06-17211-5.